# Eptagonia
Eptagonia (gr. Επταγώνεια) – wieś w Republice Cypryjskiej, w dystrykcie Limassol. W 2011 roku liczyła 353 mieszkańców.